# Австрийский императорский орден Елизаветы
Австрийский императорский орден Елизаветы (нем. Österreichisch-Kaiserliche-Elisabeth-Orden) — государственная награда Австро-Венгерской империи. Основан в 1898 году Францем Иосифом I, императором Австрии и королем Венгрии. Вручался женщинам. Назван в честь святой Елизаветы Венгерской.

## Описание
Австрийский орден Елизаветы имеет четыре основные степени, одну степень креста и одну степень медали.
- Большой крест (нем. Großkreuz)
- I-й класс со звездой (нем. I. Klasse mit Stern)
- I-й класс (нем. I. Klasse)
- II-й класс (нем. II. Klasse)
- Елизаветинский крест (нем. Elisabeth-Kreuz)
- Елизаветинская медаль (нем. Elisabeth-Medaille)

## Знаки ордена

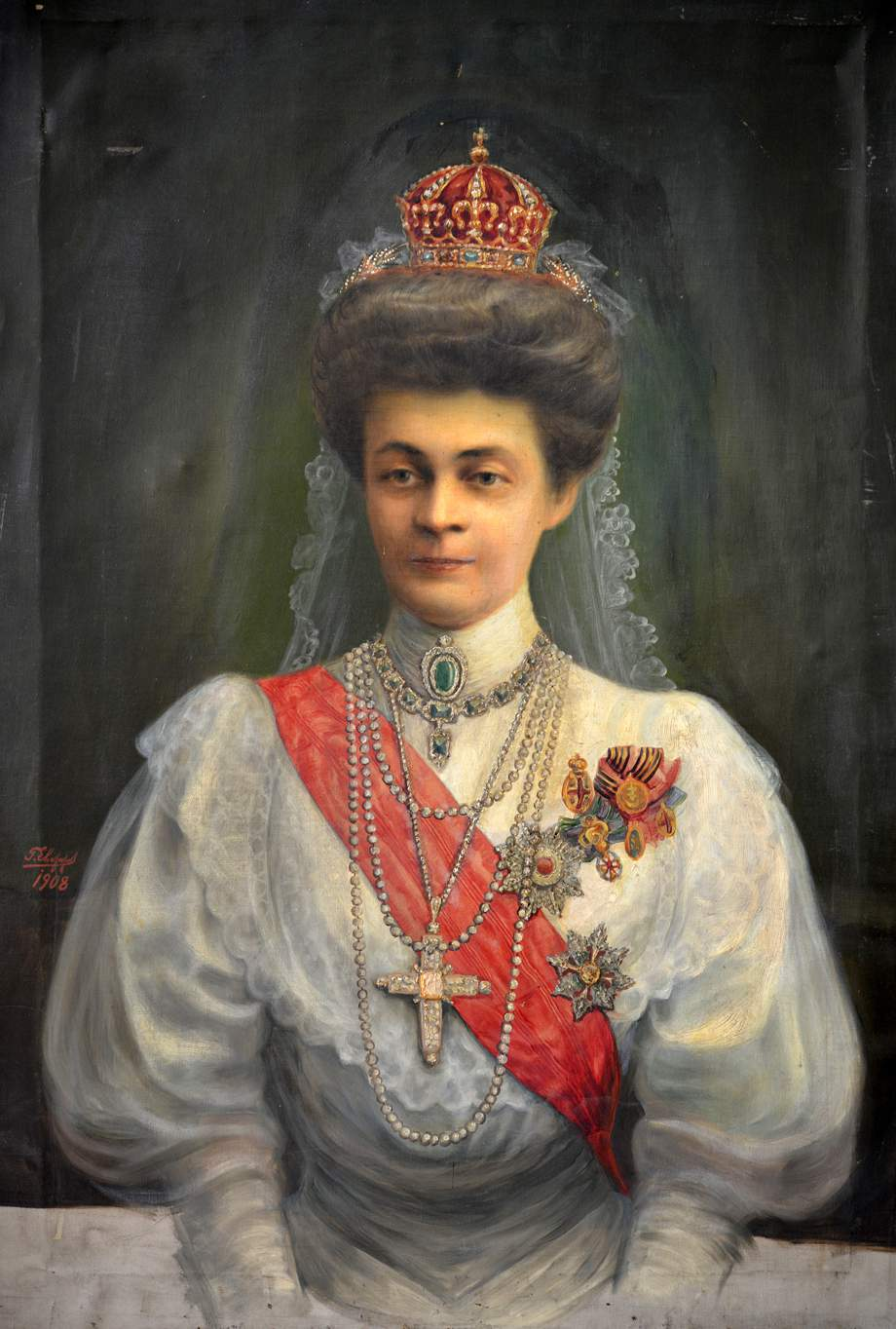
Звезда ордена на портрете болгарской царицы Элеоноры Рейсс-Кёстрицской (нижняя)

|  |  |  |  |
|  |  |  |  |